# مزار پنجه موشان
مزار پنجه موشان مربوط به دوره قاجار است و در شهرستان زبرخان، ۱۰۰ متری شرق روستای موشان واقع شده و این اثر در تاریخ ۹ بهمن ۱۳۸۴ با شمارهٔ ثبت ۱۴۱۴۸ به‌عنوان یکی از آثار ملی ایران به ثبت رسیده‌است.